# Yooka-Laylee
Yooka-Laylee (conocido anteriormente como Project Ukelele) es un videojuego desarrollado por Playtonic Games, empresa inglesa fundada en febrero de 2015 por antiguos miembros de la compañía de videojuegos británica Rare, de Microsoft, que solían trabajar en ella durante la época del SNES y N64. El juego estuvo bajo la dirección de Chris Sutherland, conocido por haber sido el creador del videojuego de Rare, Banjo-Kazooie para Nintendo 64.
El juego fue puesto a la venta el 11 de abril de 2017 para las plataformas PlayStation 4, Xbox One, Microsoft Windows, Linux y OS X. Mientras que una versión para Nintendo Switch fue lanzada el 14 de diciembre de 2017.

## Personajes
El juego presenta hasta ahora a varios enemigos y a los protagonistas: Yooka, un camaleón verde con manos y patas rojas y Laylee, una murciélago morada con nariz roja muy grande, quienes serán ayudados por Trowzer, una serpiente color rojo vestida de explorador o militar y que ayudará a Yooka y Laylee a aprender muchos trucos.

## Creación y su exitosa campaña en Kickstarter
El 8 de septiembre de 2012 algunos antiguos miembros de Rare anunciaron a través de Twitter bajo el nombre "Mingy Jongo" (nombre de un jefe que aparece en Cloud Cuckooland, el último nivel del videojuego de N64 creado por Rare en el año 2000 Banjo-Tooie) que estaban planeando una secuela espiritual de Banjo-Kazooie, pero Grant Kirkhope confirmó que el proyecto fue eventualmente cancelado.
Con algunos recursos y nuevas ideas, la formación de Playtonic Games y Yooka-Laylee fueron ganando mayor fuerza. Cuando el proyecto fue revelado, inmediatamente Yooka-Laylee apareció en la página de Kickstarter el 1 de mayo de 2015 solicitando una cantidad inicial de £175.000 para poder completar el juego. En menos de 24 horas se hizo con £1.000.000, convirtiéndose en el juego con mayor trascendencia en la historia de Kickstarter (incluso mucho más de lo que alcanzó a ser Mighty No. 9, el sucesor espiritual de Mega Man).
El juego terminó la campaña con éxito recaudando £2.090.104, lo que significa que tendrá contenido DLC gratuito, con fecha de lanzamiento para principios de 2017. El juego contará además con una edición física.
En el apartado gráfico Yooka-Laylee muestra un modelado gráfico creado a través del motor Unity, replicando de forma parecida los gráficos de juegos como Banjo-Kazooie: Nuts & Bolts y Viva Piñata, creados por los mismos desarrolladores de Yooka-Laylee poco antes de marcharse de Rare. También incluirá un filtro gráfico para jugar con un aspecto de los videojuegos de Rare para N64.